# مارسل راپ
مارسل راپ (انگلیسی: Marcel Rapp؛ زادهٔ ۱۶ آوریل ۱۹۷۹) بازیکن فوتبال اهل آلمان است.
از باشگاه‌هایی که در آن بازی کرده‌است می‌توان به باشگاه فوتبال کارلسروهه و باشگاه فوتبال کارل زایس ینا اشاره کرد.